# 조도국민학교 장죽도분실
조도국민학교 장죽도분실은 대한민국 전라남도 진도군 조도면 창유리에 있었던 국민학교 분실이다.

## 연혁
- 일자미상 조도국민학교 장죽도분실 개설 인가
- 1968년 9월 1일 장죽도분실 개설
- 1968년 9월 1일 도서벽지학교 '병'급 지정
- 1968년 12월 31일 폐실 및 조도국민학교 통폐합